# Кастели Парпаљија (Модена)
Кастели Парпаљија је насеље у Италији у округу Модена, региону Емилија-Ромања.
Према процени из 2011. у насељу је живело 18 становника. Насеље се налази на надморској висини од 22 м.